# Table des caractères Unicode/U0870
Cette page contient des caractères spéciaux ou non latins. S’ils s’affichent mal (▯, ?, etc.), consultez la page d’aide Unicode.
Table des caractères Unicode U+0870 à U+089F (écrits de droite à gauche).

## Arabe étendu – B(Unicode 14.0)
La portion de 0870 à 089F, appelée arabe étendu B, est utilisée pour l’écriture arabe. Lettres pour des orthographes coraniques, bosniennes et pégons (en malgache et en soundanais). Signe d'abréviation.
Les caractères U+0890 et U+0891 sont des commandes de format de symboles monétaires sus-tendants.
Les caractères U+0898 à U+089E sont des signes diacritiques se combinant avec le caractère qu’ils suivent ; ils sont combinés ici avec la lettre arabe sīn « س » (U+0633) à des fins de lisibilité.

### Table des caractères
| en fr  | 0 | 1 | 2 | 3 | 4 | 5 | 6 | 7 | 8  | 9  | A  | B  | C  | D  | E  | F  |
| U+0870 | ࡰ | ࡱ | ࡲ | ࡳ | ࡴ | ࡵ | ࡶ | ࡷ | ࡸ  | ࡹ  | ࡺ  | ࡻ  | ࡼ  | ࡽ  | ࡾ  | ࡿ  |
| ------ | - | - | - | - | - | - | - | - | -- | -- | -- | -- | -- | -- | -- | -- |
| U+0880 | ࢀ | ࢁ | ࢂ | ࢃ | ࢄ | ࢅ | ࢆ | ࢇ | ࢈  | ࢉ  | ࢊ  | ࢋ  | ࢌ  | ࢍ  | ࢎ  |    |
| U+0890 | ࢀ | ࢁ |   |   |   |   |   |   | س࢈ | سࢉ | سࢊ | سࢋ | سࢌ | سࢍ | سࢎ | س࢏ |

### Historique

#### Version initiale Unicode 14.0
| v · d · m | 0 | 1 | 2 | 3 | 4 | 5 | 6 | 7 | 8  | 9  | A  | B  | C  | D  | E  | F  |
| U+0870    | ࡰ | ࡱ | ࡲ | ࡳ | ࡴ | ࡵ | ࡶ | ࡷ | ࡸ  | ࡹ  | ࡺ  | ࡻ  | ࡼ  | ࡽ  | ࡾ  | ࡿ  |
| --------- | - | - | - | - | - | - | - | - | -- | -- | -- | -- | -- | -- | -- | -- |
| U+0880    | ࢀ | ࢁ | ࢂ | ࢃ | ࢄ | ࢅ | ࢆ | ࢇ | ࢈  | ࢉ  | ࢊ  | ࢋ  | ࢌ  | ࢍ  | ࢎ  |    |
| U+0890    | ࢀ | ࢁ |   |   |   |   |   |   | س࢈ | سࢉ | سࢊ | سࢋ | سࢌ | سࢍ | سࢎ | س࢏ |